# Бабяшка река
Ба̀бяшка река̀ е река, разположена във Велийшко-Виденишкия дял на Западните Родопи, България. Реката се нарича Гръбница в горното си течение, но след като достига село Бабяк, носи името Бабяшка река или Бабешка река. Извира от югозападните склонове на Орцев връх (Кавунтепе, 1703,3 m).
След извирането си, реката тече на югозапад, а след село Бабяк – на запад. Преди село Лютово тече отново в югозападна посока. Влива се като ляв приток в река Места, южно от село Краище. Бабяшката река е дълга 16,9 километра, като най-големият ѝ приток е река Чирек (десен приток). Речната долина на Бабяшката река е съставена от гранити, а поречието ѝ е покрито предимно с иглолистни гори. Басейнът на реката заема около 31,2 km2 площ, а средната надморска височина е около 1250 m.
Бабяшката река тече покрай село Лютово и през селата Бабяк и Горно Краище, като водите ѝ се ползват и за напояване.